# Gentiana caryophyllea
Gentiana caryophyllea är en gentianaväxtart som beskrevs av H. Smith. Gentiana caryophyllea ingår i släktet gentianor, och familjen gentianaväxter. Inga underarter finns listade i Catalogue of Life.